# Prototheca
Prototheca es un género de algas verdes que, junto con Chlorella, son las únicas capaces de producir enfermedad invasiva en humanos y otros mamíferos. La afección se llama prototecosis. Su descubridor inicialmente incluyó a Prototheca dentro de los hongos, pero fue reclasificado en las algas en 1913. Estos organismos no llevan a cabo la fotosíntesis, sino que son parásitos.

## Taxonomía
Se incluyen diecinueve especies en el género:
- P. blashkeae
- P. bovis
- P. cerasi
- P. chlorelloides
- P. ciferrii
- P. cookeri
- P. crieana
- P. kruegeri
- P. miyajii
- P. pringsheimii
- P. salmonis
- P. segbwema
- P. stagnorum
- P. trispora
- P. ulmea
- P. viscosa
- P. wickerhamii
- P. xanthoriae
- P. zopfii